# Duses Bukt
Duses Bukt, på engelska Duse Bay, på spanska Bahía Duse, är en vik i Antarktis. Den ligger i Västantarktis vid Trinityhalvön. Argentina, Chile och Storbritannien gör anspråk på området.
Duses Bukt upptäcktes av den Första svenska Antarktisexpeditionen (1901–1904) under ledning av Otto Nordenskjöld, och namngavs efter expeditionens kartograf Samuel August Duse.